# Джабба Хатт
Джабба Хатт (англ. Jabba the Hutt) — персонаж киносаги в жанре космической оперы «Звёздные войны» Джорджа Лукаса и данной вселенной, огромный слизнеподобный инопланетянин. Роджер Эберт описал его как нечто среднее между жабой и Чеширским котом.
В киносаге Джабба впервые упоминается в фильме «Новая надежда» (1977), а затем в «Империя наносит ответный удар» (1980), где о нём говорится как о безжалостном гангстере, который назначил награду за поимку Хана Соло, который должен был ему деньги за провал доставки контрабандного груза. Когда «Новая надежда» была переиздана в 1997 году, Джабба был включён в сцену, которая была вырезана из оригинального фильма, ввиду появления технологии CGI с момента выхода первой версии фильма. Джабба впервые появился на экране в третьем фильме, «Возвращение джедая» (1983), в котором его образ был создан с помощью сложной аниматронной куклы. Он являлся второстепенным антагонистом всей первой части фильма, где был показан устраивающим насилие над множеством своих слуг, назначившим щедрое вознаграждение за голову Соло, пытавшимся убить Люка Скайуокера и поработившим принцессу Лею Органу, которая в конце концов убивает его. В первом из фильмов-приквелов, «Скрытая угроза», Джабба появляется в начале гонки на подах.
Роль Джаббы в «Звёздных войнах» прежде всего антагонистическая. Он предстаёт приблизительно 600-летним хаттом, криминальным авторитетом и гангстером, который окружён свитой работающих на него преступников, охотников за головами, контрабандистов, наёмных убийц и телохранителей, с помощью которых управляет своей криминальной империей. В своём дворце на планете-пустыне Татуине он имеет в распоряжении множество слуг: рабов, дроидов и различных инопланетных существ. Джабба имеет мрачное чувство юмора, неуёмный аппетит и страсть к азартным играм, девушкам-рабыням и пыткам.
Персонаж был включён в мерчандайзинговую кампанию Star Wars, которая была совмещена с премьерным выпуском «Возвращения джедая». Помимо фильмов, Джабба Хатт фигурировал в литературных произведениях по вселенной Star Wars, в которых иногда упоминалось его полное имя, Джабба Десилиджик Тиуре. С тех пор образ Джаббы Хатта сыграл важную роль в популярной культуре, особенно в Соединённых Штатах. Это имя используется как сатирический литературный приём и политическая карикатура, чтобы подчеркнуть отрицательные качества объекта критики, такие как ожирение и коррумпированность.

## Появления
Джабба Хатт появляется в трёх игровых фильмах по «Звёздным войнам» и в мультсериале «Войны клонов». Он часто присутствует в литературе по расширенной вселенной и является героем антологии комиксов Jabba the Hutt: The Art of the Deal  («Джабба Хатт: Искусство Бизнеса») (1998), сборника комиксов, первоначально опубликованных в 1995 и 1996 годах.

### В фильмах
Джабба упоминается в оригинальной театральной версии фильма «Новая надежда» (1977) и в фильме «Империя наносит ответный удар» (1980), а первое появление на экране происходит в 1983 году, в третьей части оригинальной трилогии «Звёздных войн», «Возвращение джедая», снятом режиссёром Ричардом Маркуандом по сценарию Лоуренса Касдана и Джорджа Лукаса. Первая часть «Возвращения джедая» показывает попытку принцессы Леи (Кэрри Фишер), вуки Чубакки (Питер Мэйхью) и рыцаря-джедая Люка Скайуокера (Марк Хэмилл) спасти их друга Хана Соло (Харрисон Форд), который был заключён в карбонит в результате событий предыдущего фильма, «Империя наносит ответный удар».
Захваченный Хан доставляется Джаббе охотником за головами Боба Феттом (Джереми Буллок) и размещается на экспозиции в тронном зале криминального босса. Друзья Хана, а именно: Лэндо Калриссиан (Билли Ди Уильямс), дроиды C-3PO (Энтони Дэниэлс) и R2-D2 (Кенни Бейкер), Лея и Чубакка — проникают во дворец Джаббы в рамках реализации своего плана с целью вызволить Хана. Лея, однако, сама скоро оказывается захваченной и порабощённой Хаттом. Люк прибывает к Джаббе для того, чтобы заключить «сделку насчёт жизни Соло». Люка сбрасывают в яму с чудовищным монстром ранкором, которая расположена ниже тронного зала Джаббы. После того как Люк убивает монстра, Джабба осуждает Люка, Хана и Чубакку на медленную смерть в чреве Сарлакка, гигантского инопланетного червеобразного существа, обитающего в татуинском Море дюн. Однако у Великой Ямы Каркона R2-D2 передаёт Люку меч и тот вступает в бой с боевиками Джаббы. В ходе возникшей неразберихи Лея убивает Джаббу, придушив его своими цепями рабыни. Лея направляет орудие баржи Джаббы на палубу, Люк приводит его в действие и вместе с Леей выскакивает наружу а баржа взрывается.
Второе появление Джаббы Хатта на экране произошло в специальном издании фильма «Новая надежда», которое было выпущено в 1997 году в честь 20-летия оригинальных «Звёздных войн». Хан Соло вступает в перепалку в кантине Мос-Эйсли с инопланетным охотником за головами Гридо (Пол Блейк и Мария де Арагон). По словам Гридо, Джабба «не ведёт дел с контрабандистами, которые выбрасывают свой груз при первом приближении имперского крейсера». Джабба нанял Хана для доставки контрабандного груза запрещённого наркотика «спайс» с астероида Кессель. Хан, однако, был вынужден сбросить свой груз, когда за его кораблём «Тысячелетним Соколом» бросился в погоню имперский патруль. Гридо сказал Хану, что «поставленная Джаббой награда за твою голову настолько велика, что каждый охотник за головами в галактике будут искать тебя». В сцене, которая была вырезана из оригинального фильма 1977 года, Джабба и окружающие его охотники за головами приходят в ангар к «Тысячелетнему Соколу». Джабба подтверждает последние слова Гридо и требует, чтобы Хан оплатил ему стоимость груза. Хан обещает компенсировать убыток Джаббе, как только он получит оплату за доставку «товара» — Оби-Вана Кеноби (Алек Гиннесс), Люка Скайуокера, R2-D2 и C-3PO — до Альдераана. Джабба предупреждает Хана, что если он не возвратится в ближайшее время, он назначит за него награду «настолько высокую, что ты не сможешь пролететь рядом с цивилизованной системой». Тем не менее, Хан так никогда и не выполняет свой контракт с Хаттом. Весь этот материал был взят из незаконченной сцены оригинальной версии фильма 1977 года, где Джаббу сыграл ирландский актёр Деклан Малхолланд, одетый в мохнатый костюм. В 1997 году, в специальном издании фильма, CGI-изображение Джаббы заменило Малхолланда, а его голос был переозвучен на вымышленном хаттском языке.
Джабба Хатт появляется на экране в третий раз в 1999 году, в приквеле оригинальной трилогии (и первом фильме новой трилогии), «Скрытая угроза». Сцена с данным персонажем является незначительной и не имеет ничего общего с сюжетом фильма. Перед стартом гонки на подах в Мос-Эспа на Татуине, в которых девятилетнему Энакину Скайуокеру (Джейк Ллойд) предстоит выигрывать свою свободу, Джабба Хатт выходит на трибуну в сопровождении Гардуллы Хатт (хатта женского пола) и его мажордома тви’лека Биба Фортуны (Мэттью Вуд). Хотя он и является распорядителем гонки, Джабба имеет совершенно незаинтересованный вид и даже дремлет, пропуская окончание гонки.
В четвёртый и последний раз на «большом» экране Джабба появляется в «Войнах клонов». В данном мультфильме 2008 года Ротта, сын Джаббы Хатта, попадает в плен к сепаратистам в попытке сломить джедаев и Республику. Энакин Скайуокер и его падаван Асока Тано сумели спасти Ротту и вернуть его к Джаббе, добившись тем самым его разрешения на безопасный проход для кораблей Республики через его территорию. Помимо полнометражного мультфильма, Джабба появлялся в трёх эпизодах третьего сезона мультсериала «Войны клонов» по его мотивам. Он появился в эпизоде «Сфера влияния», где его сын Ротта появляется также. Джабба сталкивается с председателем Панторы, бароном Папаноидой, чьи дочери были похищены одним из его охотников за головами, Гридо. Джабба позволяет взять образец крови у Гридо, который необходим для того, чтобы изобличить его как похитителя, но трусость в Гридо говорит в первую очередь. В эпизоде «Коварные планы» Джабба нанимает охотника за головами Кэда Бэйна, чтобы тот принёс ему планы здания Сената. Когда Бэйн возвращается с успешно выполненным заданием, Джабба не только платит ему, но и нанимает его для другой задачи. Он и Совет хаттов отправляют Бэйна, чтобы освободить своего дядю Зиро Хатта из тюрьмы (довольно неожиданным, так как Зиро помогал похитить его сына). Джабба на небольшое время появляется снова в эпизоде «Охота за Зиро», в котором он показан смеющимся и развлекающимся, услышав о смерти Зиро от рук Су Снотлс и платит ей за доставку голографического дневника Зиро. В последний раз Джабба появляется в эпизоде пятого сезона «Путь к власти», где к нему и Совету Хаттов подходят Бывший владыка-ситх Мол, его ученик Саваж Опресс и Пре Визсла, лидер «Дозора смерти»: и когда они отказываются от их условий, Джабба натравливает на них охотников за головами Эмбо, Суги, Латс Раззи и Денгара. После битвы Коллектив Теней противостоит Джаббе в его дворце на Татуине, где Джабба соглашается на альянс.

### В литературе по мотивам Star Wars
Первые появления Джаббы Хатта в литературе по расширенной вселенной Star Wars в комиксе-адаптации фильма «Новая надежда», выпущенном Marvel Comics. В комиксах Six Against the Galaxy (1977) Роя Томаса, What Ever Happened to Jabba the Hut? (1979) и In Mortal Combat (1980) Арчи Гудвина Джабба Хатт (первоначально его имя писалось Хат) предстал как высокий гуманоид с моржеподобным лицом, хохолком и в ярко-жёлтой форме. «Официальный» внешний облик Джаббы ещё не был утверждён, поскольку его появлений на экране ещё не было.
В ожидании продолжения Звёздных Войн Marvel сохранила ежемесячные комиксы с их сюжетными линями, одна из которых посвящена отслеживанию Джаббой Хана Соло и Чубакки до их старого укрытия, которое они используют для контрабанды. Однако обстоятельства вынуждают Джаббу поднять награду за Соло и Чубакку, что заставляет их вернуться на Татуин для приключения с Люком Скайуокером, который вернулся на планету для того, чтобы набрать больше пилотов для Альянса. В ходе другого приключения Соло убивает космического пирата Багрового Джека, прервав проводимую им операцию, которую финансировал Джабба. Джабба таким образом снова повысил награду за голову Соло, и Соло позже убивает охотника за головами, который говорит ему, почему он охотился на него ещё раз. Он и Чубакка возвращаются к повстанцам. (Соло упоминает инцидент с «охотником за головами, с которым мы столкнулись на Орд Мантелле» в первой сцене фильма «Империя наносит ответный удар»).
Художники Marvel создали персонаж Джаббы на основе внешнего вида персонажа, позже названного Мосеп Биннед, пришельца, которого можно лишь в течение короткого времени заметить в сцене баре Мос-Эйсли в «Новой надежде». В 1977 году вышедшая в мягкой обложке новеллизация сценария «Звёздных Войн» описывает Джаббу как «большую передвигающуюся тумбу мышц и сала, увенчанную лохматым шрамированным черепом», но не даёт более подробного описания физических характеристик персонажа и его внешнего вида.
Последующие романы и комиксы по расширенной вселенной использовали тот образ персонажа, каким он был показан в фильме. Они также касались его жизни до событий фильмов Star Wars. Например, в «Мести Зорба Хатта» (1992), подростковом романе Паула и Холлас Давидсов, рассказывается о том, что отец Джаббы был крупным преступным авторитетом по имени Зорба Хатт, а Джабба родился за 596 лет до событий «Новой надежды», что означает, что ему около было 600 лет на момент его смерти в «Возвращении Джедая». Роман Анны К. Криспин «Гамбит Хатта» (1997) объясняет, как Джабба Хатт и Хан Соло стали деловыми партнёрами, и показывает события, которые приводят к щедрой награде, назначенной за голову Хана. Другие истории по расширенной вселенной, особенно антология Dark Horse Comics за авторством Джима Вудринга под названием Jabba the Hutt: The Art of the Deal  («Джабба Хатт: Искусство бизнеса», 1998), также подробно показывают восхождение Джаббы Хатта в качестве главы клана Десилиджиков (в частности, он вызывает на поединок и убивает брата своего отца, Джилиака Хатта), его роль в преступном мире вселенной Star Wars, а также создание своего преступного синдиката на Татуине, планете во Внешнем Кольце вселенной Star Wars, в древнем монастыре Б’оммаре.
Tales From Jabba’s Palace («Байки из дворца Джаббы») (1996), сборник рассказов под редакцией писателя-фантаста Кевина Андерсона, сводит воедино истории жизней различных слуг Джаббы Хатта в его дворце и их отношение к нему в последние дни его жизни. Истории показывают, что некоторые из слуг Хатта были лояльны к нему, но большинство из них на самом деле принимало участие в заговоре с целью его убийства. Когда Джабба Хатт был убит в «Возвращении джедая», его выжившие бывшие придворные объединили силы со своими соперниками на Татуине, и его семья на родной планете хаттов Нал Хатта предъявляла претензии на его дворец, богатство и криминальную империю. Роман Тимоти Зана «Наследник Империи» (1991) показывает, что контрабандист по имени Талон Каррде в конце концов заменяет Джаббу как «крупную рыбу в пруду» и перемещается в штаб-квартиру криминальной империи Хатта на Татуине.

## Внешний вид и личность
Джабба Хатт является примером похоти, жадности и обжорства. Персонаж известен во всей вселенной «Звёздных войн» как «подлый гангстер», который развлекает себя пытками и унижениями своих подчинённых и врагов. Он окружает себя скудно одетыми рабынями всех видов, приковывая цепями многих из них к своему пьедесталу. База данных Databank, официальная online-база данных и информации по Star Wars, отмечает, что жители его дворца не застрахованы от его желаний доминирования и пыток. Джабба посылал даже самых верных своих слуг и ценных приближённых на смерть. Например, в «Возвращении джедая» рабыня-тви’лек, танцовщица Ула, бросается монстру ранкору, потому что она отказывается потворствовать его прихоти.
Внешность Джаббы Хатта является гротеском его характера и усиливает его личность как девиантного уголовника. Как отметил Хан Соло в «Возвращении джедая», Джабба является «скользким куском червеобразной грязи». Кинокритик Роджер Эберт описывает его как «нечто среднее между жабой и Чеширским котом», а астрофизик и писатель-фантаст Жан Кавелос называет Джаббу «самым отвратительным инопланетянином». Авторы научно-фантастических произведений Том и Марта Вейтх писали, что тело Джаббы является «миазматической массой» плоти, трясущейся, когда он смеётся. Он источает характерный запах: «Сальное тело Хатта, казалось, периодически испускает жировые разряды, посылая новые волны гнилой вони» в воздух. С его опухшего языка капает слюна, когда он питается существами, напоминающими лягушек и червей. Аппетит Джаббы ненасытен, он не является в чём-то ограниченным по своей диете. Например, его шут, ковакианская ящерообезьяна Солюциус Крамб, должен смешить криминального босса Хатта один раз в день каждый день, или Джабба съест его.
Джабба Хатт, тем не менее, показывает редкие примеры сострадания. Например, в одной из историй расширенной вселенной он спасает чевина по имени Эпант Мон от замерзания до смерти на ледяной планете, накрывая его своими раздутыми слоями жира; оба они в конечном счёте спасаются, и Эпант Мон становится полностью лояльным к преступлениям своего господина, что делает его единственным жителем дворца Джаббы, которому криминальный босс может доверять. Кроме того, в Star Wars: The Clone Wars Джабба, похоже, проявляет подлинную любовь к сыну Ротта, обеспокоен и возмущён его похищением и предполагаемой гибелью.

## Концепция и создание
Джабба Хатт в ходе своих появлений на экране претерпел несколько изменений между разными версиями фильмов. Изменения в концепции Джаббы Хатта из пушистого существа до слизнеподобного и от аниматронной куклы к продукту CGI-графики представляют собой два наиболее явных изменения персонажа в процессе его создания и формирования его концепции.

### Эпизод IV: Новая надежда
Первоначальный сценарий «Новой надежды» описывает Джаббу как «жирное, слизнеподобное существо с глазами, на расширенных щупальцах и с огромным уродливым ртом», но Лукас заявил в интервью, что в изначальном виде персонаж предполагался в его замыслах более мохнатым и напоминал вуки. Когда снимали сцену диалога между Ханом Соло и Джаббой в 1976 году, Лукас пригласил североирландского актёра Деклана Малхолланда играть в качестве «заменяющего» и читать реплики Джаббы Хатта, будучи облачённым в мохнатый коричневый костюм. Лукас планировал заменить Малхолланда на стадии пост-продакшна существом, созданным с помощью кукольной мультипликации. Сцена должна была связать «Новую надежду» с «Возвращением джедая» и объяснить, почему Хан Соло был пленён в конце фильма «Империя наносит ответный удар». Тем не менее, Лукас решил вырезать сцену из финальной версии фильма в связи с ограничениями по бюджету и времени, а также потому, что он чувствовал, что он не улучшает сюжет фильма. Сцена, тем не менее, осталась в новеллизации, комиксах и радиоадаптации фильма.
Лукас вернулся к сцене в 1997 году, во время работы над специальным изданием «Новой надежды», восстановив последовательность повествования и заменив Малхолланда на CGI-версию Джаббы Хатта вместе с заменой диалога на английском языке на диалог на хаттском, вымышленном языке, созданном звукорежиссёром Беном Бертом. Джозеф Леттери, старший по визуальным эффектам для специального издания, объяснил, что конечной целью переделки сцены было то, чтобы она выглядела так, как будто Джабба Хатт на самом деле разговаривает и взаимодействует с Харрисоном Фордом, а съёмочная группа просто снимает его. Леттери заявил, что новая сцена состояла из пяти кадров, работа над которыми велась в течение года, прежде чем она была завершена. Сцена была в дальнейшем ещё более «отполирована» для релиза 2004 года на DVD: был улучшен внешний вид Джаббы сообразно с достижениями в области CGI-технологии, хотя ни в одном релизе он не выглядит точно так же, как оригинальная кукла Джаббы Хатта.
В один из моментов оригинальной сцены Форд заходит за Малхолланда. Это стало проблемой при добавлении CGI-изображения Джаббы, так как у него есть хвост, который оказался на пути актёра. В конце концов проблему решили следующим способом: Хан наступил на хвост Хатта, заставив Джаббу взвизгнуть от боли. При этом, фигура Форда в этот момент тоже подверглась небольшой обработке: он делал небольшой скачок вверх, чтобы было ясно, что он наступил на хвост Хатта.
Лукас признавал, что некоторые люди были расстроены появлением CGI-изображения Джаббы, жалуясь, что персонаж «выглядит поддельным». Лукас отвергал это, заявляя, что раз персонаж изображается как кукла или как CGI-изображение, то всегда будет «фальшивым», поскольку этот персонаж не реален. Он говорил, что не видит разницы между куклой из латекса и изображением, сгенерированным на компьютере. CGI-персонаж совершал действия, какие кукла выполнить не могла бы, — такие как ходьба. В фильме «Скрытая угроза» Джабба появился в виде CGI-персонажа, основанном на его внешнем виде в «Новой надежде».

### Эпизод VI: Возвращение джедая
Лукас проектировал вид CGI-изображения персонажа на основе того, каким он первоначально предстал в «Возвращении Джедая». В этом фильме Джабба Хатт является огромным, малоподвижным, слизнеобразным существом, разработанным «мастерской существ» Industrial Light & Magic, принадлежащей Лукасу. Консультант по дизайну Ральф МакКуорри рассказывал: «В моих эскизах Джабба был огромной, гибкой, обезьяноподобной фигурой. Но затем дизайн пошёл в другом направлении, и Джабба стал больше похож на червеобразное существо». По данным документального фильма 1985 года From Star Wars to Jedi, Лукас отклонил первоначальный дизайн персонажа. Первый вариант делал Джаббу слишком человекоподобным, очень похожим на литературного героя Фу Манчу, а второй делал его внешний вид слишком похожим на улитку. Лукас, наконец, остановился на том, чтобы дизайн облика персонажа стал гибридом из этих двух. Художник по костюмам фильма «Возвращение джедая» Нило Родис-Джамеро комментировал это следующим образом:

«Моё видение Джаббы заключалось в том, что он должен выглядеть буквально как Орсон Уэллс в его зрелые годы. Я видел его как очень худого человека. Большинство из злодеев, которых мы любим, — очень умные люди. Но Фил Типпетт продолжал представлять его как своего рода слизняка, почти как в „Алисе в Стране чудес“. В своё время он создал скульптуру существа, похожего на слизняка, который курит. Я продолжал думать, что я должен просто уйти, но в конечном счёте это стало тем, что привело к его утверждённому облику».

### Создание и дизайн
Созданный художником по визуальным эффектам Филом Типпеттом, внешний вид Джаббы Хатта был вдохновлён анатомией нескольких видов животных. Его строение тела и репродуктивные процессы были созданы на основе кольчатых червей, голых животных, которые не имеют скелета и являются гермафродитами. Голова Джаббы была смоделирована после этого — как у змеи, вместе с выпуклыми глазами с узкими зрачками и ртом, который открывается достаточно широко, чтобы проглотить крупную добычу. Его кожа была сделана влажной, как у земноводных. Дизайн Джаббы впоследствии использовался для изображения почти всех представителей вида хаттов в последующих произведений по вселенной «Звёздных войн».
В «Возвращении джедая» роль Джаббы «играет» кукла весом в 1 тонну, для её создания потребовалось три месяца и полтора миллиона долларов. Во время съёмок фильма кукла имела своего собственного визажиста. Для эксплуатации куклы потребовалось три кукловода, что делает её одним из крупнейших устройств, когда-либо использовавшихся в кино. Стюарт Фриборн разработал проект куклы, в то время как Джон Коппингер непосредственно ваял её из латекса, глины и кусков пены. Кукловодами были Дэвид Алан Барклай, Тоби Филпотт и Майк Эдмондс, которые были членами группы «Маппеты» Джима Хенсона. Барклай управлял его правой рукой и ртом и читал реплики персонажа на английском, в то время как Филпотт управлял его левой рукой, головой и языком. Эдмондс, самый маленький по росту из этих трёх человек (он также играл эвока Логрея в последующих сценах), был ответственен за движения хвоста Джаббы. Тони Кокс, который также играл одного из эвоков, также помогал. Глаза и выражения лица управлялись на расстоянии, так как были радиоуправляемыми.

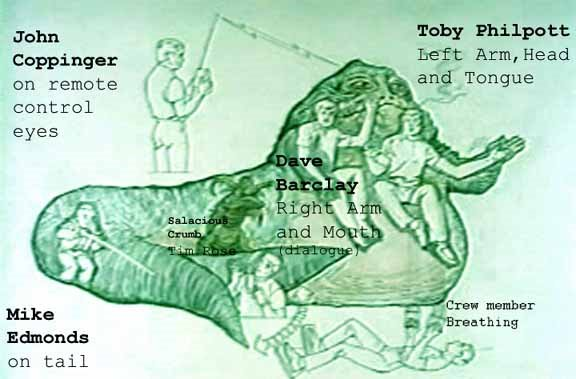
Рисунок, иллюстрирующий схему управления куклой Джаббы Хатта.

Лукас выразил недовольство по поводу внешнего вида куклы и её неподвижности, жалуясь, что кукла могла перемещаться при съёмке различных сцен. В комментариях к специальному изданию «Возвращении джедая» на DVD Лукас отмечал, что если бы такие технологии были доступны в 1983 году, то Джабба Хатт был бы CGI-персонажем, похожим на того, который появляется в сцене специального издания «Новой надежды».
Джабба Хатт говорит в фильме только по-хаттски, но его реплики переводятся субтитрами на английский язык. Его голос и диалоги на хаттском языке были выполнены актёром озвучивания Ларри Уордом, участие которого не указано в титрах фильма. Тяжёлое, рокочущее звучание голосу Уорда было достигнуто путём смещения диапазона высоты звука на октаву ниже, чем обычно, и обработки его через субгармонический генератор. Саундтрек влажных, слизистых звуковых эффектов был записан, чтобы сопровождать движения конечностей и рта куклы. Записанные звуки были созданы рукой, проходящей через миску с сырной запеканкой, и грязным полотенцем, скоблящим по внутренней стороне мусорного бака.
Музыкальная тема Джаббы Хатта на протяжении всего фильма, созданная Джоном Уильямсом, исполняется на тубе. Один из рецензентов саундтрека «Возвращения джедая» комментировал: «Среди новых тематических идей [в саундтреках] присутствует милая пьеса на тубе Джаббы Хатта (игра перед политически некорректными мотивами на тубе представляет жирность)…». Эта тема является очень похожей на другую, которую Уильямс написал для самого грузного характера в фильме Fitzwilly (1967), хотя тема не появляется в альбоме саундтреков по фильму. Уильямс впоследствии превратил тему в симфоническую пьесу, исполненную оркестром Boston Pops Orchestra с участием соло тубы Честера Шмитза. Роль этой музыкальной пьесы в кино и массовой культуре оказалась в центре внимания исследований музыковедов, таких как Джеральд Слоана, который писал, что пьеса Уильямса «сочетает в себе чудовищное и лирическое».
По словам историка кино Лорана Бозеру, смерть Джаббы Хатта в «Возвращении джедая» была предложена сценаристом Лоуренсом Казданом. Лукас решил, что Лея должна задушить его своими цепями рабыни. Он был вдохновлён на это сценой из фильма «Крёстный отец» (1972), где толстый персонаж по имени Лука Браси (Ленни Монтана) был убит с помощью гарроты.

### Воплощение
Джабба Хатт был сыгран Декланом Малхолландом в сценах, вырезанных из версии «Новой надежды» 1977 года. В сценах, где Малхолланд играет Джаббу, Джабба представлен в виде пухлого человека, одетого в мохнатую шубу. Джордж Лукас заявил о своём намерении использовать внешность инопланетного существа для образа Джаббы, но технологии спецэффектов того времени не могли выполнить задачу по замене Малхолланда. В специальном издании, переиздании фильма в 1997 году, восстановленная и изменённая оригинальная сцена включала сгененированное на компьютере изображение Джаббы. В «Возвращении джедая» он был сыгран кукловодами Майком Эдмондсом, Тоби Филпоттом, Дэвидом Аланом Барклаем и озвучен Ларри Уордом. В «Скрытой угрозе» Джабба озвучен не отмеченным в титрах актёром озвучивания, и в финальных титрах указано, что Джабба играет самого себя. Актёры-кукольники, управлявшие куклой Джаббы, появились в документальных фильмах From 'Star Wars' to 'Jedi': The Making of a Saga и Classic Creatures: Return of the Jedi.. Дэвид Алан Баркай, который был одним из кукловодов Джаббы в фильме, сыграл Джаббу в версии компьютерной и видеоигры Return of the Jedi для приставки Super Nintendo. В адаптации оригинальной трилогии для радиопостановки Джаббу играл Эдвард Аснер. В фильме Star Wars: The Clone Wars Джаббу озвучивал Кевин Майкл Ричардсон. Во всех других появлениях Джаббы в видеоиграх его озвучивал Клинт Баджакин. Джабба должен был появиться в компьютерной игре Star Wars: The Force Unleashed, но был исключён по причине временных ограничений. Был подготовлен ролик, включающий разговор Джаббы и Джуно Эклипса (озвучивает Натали Кокс), который был пересмотрен в игре. Но затем он всё же появился в версии игры под названием Ultimate Sith Edition.

## Культурное влияние
С премьеры «Возвращения джедая» в 1983 году и сопровождающей её мерчандайзинговой кампании Джабба Хатт стал настоящей иконой американской поп-культуры. На основе персонажа были произведены и выпущены в продажу в виде серии наборы экшен-фигурок производства компаний Kenner/Hasbro, выпускавшиеся с 1983 по 2004 год. В 1990-х годах Джабба Хатт стал главным героем в его собственной серии комиксов под общим названием Jabba the Hutt: The Art of the Deal («Джабба Хатт: Искусство бизнеса»).
Роль Джаббы в популярной культуре выходит за пределы вселенной Star Wars и её поклонников. В кинопародии Мела Брукса на «Звёздные войны» под названием «Космические яйца» (1987) Джабба Хатт спародирован как персонаж Пицца Хатт, сырная капля в форме куска пиццы, чьё имя является двойным каламбуром — Джаббы Хатта и франшизы ресторанов Pizza Hut. Как и Джабба, Пицца Хатт является ростовщиком и бандитом. Персонаж встречает свою смерть в конце «Космических яиц», когда оказывается «заблокирован в своём автомобиле и [ест] себя до смерти». Национальный музей авиации и космонавтики Смитсоновского института в Вашингтоне, округ Колумбия, включил изображение Джаббы Хатта во временную выставку «Звёздные войны: Магия мифа», которая была закрыта в 1999 году. Стенд с Джаббой назывался «Возвращение героя», ссылаясь на путешествие Люка Скайуокера, приведшее к превращению в джедая.

### Внимание СМИ
С момента выхода «Возвращение джедая» имя Джаббы Хатт стал в американских средствах массовой информации синонимом отталкивающих качеств, таких как ожирение и коррупция. Это имя часто используются как литературный приём или как сравнение или метафора, чтобы проиллюстрировать недостатки того или иного персонажа или человека. Например, в Under the Duvet (2001) Мэриан Киз ссылается на проблемы с обжорством, когда она пишет «колесо из именинного торта, я чувствую, момент Джаббы Хатта на подходе». Кроме того, в романе Steps and Exes: A Novel of Family (2000) Лаура Калпакин использует имя Джаббу Хатта, чтобы подчеркнуть вес отца героя: «Девочки называли родителей Дженис Джабба Хатт и вуки. Но Джабба (отец Дженис) умер, и не кажется правильным говорить о мёртвых, употребляя такие термины». В первом романе Дэна Брауна «Цифровая крепость» техника NSA ласково называют Джаббой Хаттом.
В своей книге юмора и народной культуры The Dharma of Star Wars (2005) писатель Мэтью Бортолин пытается показать сходство между буддийскими учениями и аспектами фантастики «Звёздных войн». Бартолин настаивает на том, что если человек принимает решения о поступках, которые совершил бы Джабба Хатт, то человек не практикует надлежащей духовной концепции дхармы. Книга Бартолина укрепляет идею о том, что имя Джаббы является синонимом негатива:

«Одним из способов увидеть, практикуем ли мы правильный образ жизни, является сравнение нашей торговли с торговлей Джаббы Хатт. Джабба просунул свой жир и короткие пальцы во многие торговые операции, которые привели к победе Тёмной стороны. Он занимался в основном незаконной торговлей „спайсом“ — запрещённым наркотиком в галактике „Звёздных войн“. Он также проводил деловые операции в сфере работорговли. Он имел у себя много рабов, а некоторых он скармливал ранкору, существу, которое он держал в клетке и мучил в своём подземелье. Джабба использовал обман и насилие, чтобы сохранить своё положение».

За пределами литературы имя персонажа стало оскорбительным и уничижительным пейоративом. Слова о том, что кто-то «выглядит как Джабба Хатт», обычно понимаются как оскорбление, которое подвергает сомнению нормальный вес человека и/или его внешний вид. Термин часто используется в средствах массовой информации в качестве журналистской атаки на видных деятелей. Например, актриса и комик Розанна столкнулась с тем, что В. С. Гудман назвал «ядовитыми атаками, основанными на её весе», со стороны журналиста из The New York Observer Майкла Томаса, который часто сравнивал её с «каплеобразным монстром из Star Wars» Джаббой Хаттом. В эпизоде анимационного сериала «Южный Парк» 1999 года под названием «Кошмарный Марвин в космосе» пресс-секретарь Христианского детского фонда Салли Стратхерс изображается как хатта и обвиняется в том, что разжирела на продовольственной помощи, предназначенной для голодающих жителей Эфиопии. Другая отсылка появляется в эпизоде He’s Too Sexy for His Fat анимационного сериала «Гриффины», когда Питер упоминает своего хриплого предка Джаббу Гриффина. В телесериале «Остаться в живых» именем Джаббы пользуется Сойер в качестве уничижительного прозвища для Хёрли ввиду лишнего веса последнего.
В другом смысле выражение «Джабба Хатт» стало символом жадности и анархии, особенно в деловом мире. Например, биограф баскетболиста Майкла Джордана Митчелл Kругель использует этот термин для дискредитации главного менеджера клуба «Чикаго Буллз» Джерри Краузе, после того как Краузе сделал комментарий по поводу Джордана и других игроков с многомиллионными контрактами: «Краузе добавил к своему виду Джаббы Хатта во время сбора представителей средств массовой информации, который предшествовали открытию лагеря, когда он ответил на вопрос о перспективах восстановления „Быков“ без Фила и Майкла в ближайшем будущем, говоря: „Организации выигрывают чемпионаты. Игроки и тренеры являются частью организации“». Джабба Хатт был поставлен журналом Forbes на пятое место в своём списке Forbes Fictional 15, отражающем 15 богатейших с его точки зрения 15 вымышленных персонажей, в 2008 году.
Джабба Хатт является популярным средством карикатуры в американской политике. Например, противники калифорнийского законодателя от Демократической партии Джеки Голдберг обычно изображают политика как данного персонажа Star Wars в своих карикатурах. Газета Los Angeles Daily News публиковала рисованные карикатуры на неё в виде гротескной, имеющей избыточный вес фигуры, напоминающей Джаббу Хатта, а газета New Times LA писала о Голдберг как о «человеке-Джаббе Хатте, который потребляет хорошее при производстве плохого». Уильям Дж. Оуч использует этот термин для описания того, что он считает неэффективной бюрократией в системе государственных школ: «С учётом всех этих ненужных слоев организационного жира школьные округа стали напоминать Джаббу Хатта — лидера контарабандистов в Star Wars». В Ирландии министр здравоохранения Мэри Харни была названа «Джаббой Хаттом» на сатирическом шоу Gift Grup.